# Corona 81
Corona 81 – amerykański satelita rozpoznawczy do wykonywania zdjęć powierzchni Ziemi. Siódmy statek serii Keyhole-4A tajnego programu CORONA. Misja powiodła się. Po kilku dniach obie kapsuły powrotne powróciły na Ziemię, do Oceanu Spokojnego. Część materiału filmowego miała nieostry obraz.

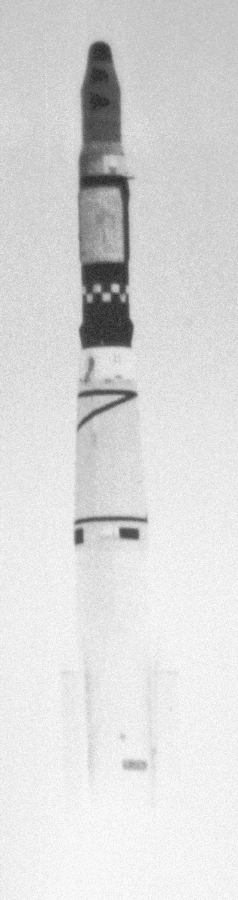
Start rakiety Thor Agena D z satelitą Corona 81